# Сырт (Ошская область)
Сырт (кирг. Сырт) — село в Араванском районе Ошской области Кыргызстана. Входит в состав Тео-Моюнского айылного аймака.

## География
Село расположено в западной части области, на расстоянии приблизительно 30 километров (по прямой) к западо-юго-западу от села Араван, административного центра района. Абсолютная высота — 678 метров над уровнем моря.

## Население
Согласно оценочным данным Национального статистического комитета Кыргызской Республики, численность населения села на начало 2023 года составляла 1128 человек.
| год     | 2009 | 2014 | 2015 | 2020 | 2021 | 2023 |
| ------- | ---- | ---- | ---- | ---- | ---- | ---- |
| человек | 1491 | 954  | 971  | 1022 | 1071 | 1128 |